# Абазги
Абазгите (на грузински: აბაზგები; на старогръцки: Αβασγοί) са древен народ, живял по източното крайбрежие на Черно море, предшественици на съвременните абхазци. Те се споменават от различни антични автори, като Плиний Стари, Страбон и Ариан, а през VI век византийският историк Прокопий Кесарийски ги описва като войнствени хора, почитащи дървесни божества. Съобщава и че доставят евнуси за двора на Юстиниан I.

## История
През II век абазгите са подчинени на римските императори.
През IV век абазгите поглъщат съседната държава Санигия. В резултат на това санигите не са споменати повече в историческите източници.
През VIII век същото последва друга държава – Апсилия.
Теофан Изповедник в книгата си "Хронография"(„Chronograph“), известна и като "Животоописания на византийските царе" подробно описва военна хитрост, приложена от група алански наемници на Юстиниан II, която внезапно напада и побеждава едно от княжествата на абазгите.